# Communauté de communes du Haut Pays Bigouden
Die Communauté de communes du Haut Pays Bigouden ist ein französischer Gemeindeverband mit der Rechtsform einer Communauté de communes im Département Finistère in der Region Bretagne. Der Gemeindeverband wurde am 28. Dezember 1993 gegründet und besteht aus zehn Gemeinden. Der Verwaltungssitz befindet sich im Ort Pouldreuzic.

## Mitgliedsgemeinden
| Gemeinde                                     | Einwohner 1. Januar 2022 | Fläche km² | Dichte Einw./km² | Code INSEE | Postleitzahl |
| -------------------------------------------- | ------------------------ | ---------- | ---------------- | ---------- | ------------ |
| Gourlizon                                    | 950                      | 9,91       | 96               | 29065      | 29710        |
| Guiler-sur-Goyen                             | 521                      | 11,25      | 46               | 29070      | 29710        |
| Landudec                                     | 1.477                    | 20,56      | 72               | 29108      | 29710        |
| Peumerit                                     | 903                      | 19,59      | 46               | 29159      | 29710        |
| Plogastel-Saint-Germain                      | 2.016                    | 31,39      | 64               | 29167      | 29710        |
| Plonéour-Lanvern                             | 6.403                    | 48,91      | 131              | 29174      | 29720        |
| Plovan                                       | 682                      | 15,75      | 43               | 29214      | 29720        |
| Plozévet                                     | 2.963                    | 27,18      | 109              | 29215      | 29710        |
| Pouldreuzic                                  | 2.128                    | 16,75      | 127              | 29225      | 29710        |
| Tréogat                                      | 579                      | 9,85       | 59               | 29298      | 29720        |
| Communauté de communes du Haut Pays Bigouden | 18.622                   | 211,14     | 88               | –          | –            |